# 2019年1月逝世人物列表
2019年逝世人物列表：1月 - 2月 - 3月 - 4月 - 5月 - 6月 - 7月 - 8月 - 9月 - 10月 - 11月 - 12月
2019年1月逝世人物列表，是用于汇总2019年1月期间逝世人物的列表。

## 依日期排序

### 31日
- 寺田嘉代（日語：寺田 嘉代），56歲，日本長壽動畫《麵包超人》主題曲《麵包超人進行曲》主唱－女子雙人歌手組合Dreaming的成員，死於出血性腦中風。[1]
- 席玉虎，58岁，中国教育家，企业家，《英语周报》前社长兼总编。[2]
- 南佩德（法語：Pierre Nanterme），59岁，法国企业家，埃森哲董事长兼CEO，死於结直肠癌。[3]
- 李宝刚，91岁，中国政治人物，原江西省煤炭工业学校党委书记。[4]
- 李明实，100岁，中国政治人物，原第七机械工业部副部长、党组成员。[5]

### 30日
- 迪克·米勒（英語：Dick Miller），90歲，美國演員。[6]
- 張婷婷，45歲，台灣知名編舞者，死於癌症。[7]
- 彭江，69歲，中國特型演員，多次扮演毛澤東、江澤民。[8]
- 王耀臣，87岁，中国政治人物，中共黑龙江省委员会第五届常务委员、省人民政府外事办公室原主任。[9]
- 侯冠荣，82岁，中国书法家，中国书画学会名誉主席，原西安电视台台长兼总编辑。[10]
- 斯图尔特·亚当斯（英語：Stewart Adams），95岁，英国化学家，布洛芬发明者。[11]
- 林忠雄，78歲，台灣桌球愛好人士，台南市桌球訓練營創辦人。曾培養蔣澎龍、江宏傑與鄭怡靜等職業桌球運動員。[12]
- 叶夫根尼·米哈伊洛维奇·季阿诺夫（俄語：Евгений Михайлович Дианов），82岁，苏联及俄罗斯物理学家，光纤领域专家。俄罗斯科学院院士。[13]

### 29日
- 詹姆士·英格蘭（英语：James Ingram），66歲，美國歌手，死於腦癌。[14]
- 让-皮埃尔·博卡尔多（法語：Jean-Pierre Boccardo），76岁，法国短跑运动员，曾参加1964年和1968年夏季奥运会。[15]
- 让-马克·方丹（法語：Jean-Marc Fontaine），74岁，法国数学家。[16]
- 金国章，91岁，中国药物学家，中国科学院上海药物研究所研究员，中国科学院院士。[17]
- 吴元庆，95岁，中国学者，广西师范大学法学院/政治与公共管理学院教授。[18]

### 28日
- 金福童（英语：Kim Bok-dong），93歲，韓國慰安婦。[19]
- 謝明賢，48歲，台灣教師，長期致力於花蓮縣偏鄉地區的教育，死於交通事故。[20]

### 27日
- 宋海巍，中国军事人物，广东省军区副司令员，少将[21]，死於突發心臟病。
- 毛岸平，75岁，中国官员，湖南省韶山管理局原副巡视员，毛泽东堂侄。[22]
- 李永池，78岁，中国学者，中国科学技术大学工程科学学院近代力学系教授。[23]
- 陈正清，81岁，中国计算机专家，中国计算机用户协会名誉理事长。[24]
- 罗林，90岁，中国学者，北京联合大学原自动化工程学院院长。[25]
- 埃马纽埃尔·奥卡尔（英语：Emmanuel Hocquard），78岁，法国诗人。[26]
- 咲夜，日本小說家，輕小說《カット＆ペーストでこの世界を生きていく》作者。[27]

### 26日
- 米榭·李葛蘭（法語：Michel Legrand），86歲，法國作曲家。[28]
- 让·吉尤（英语：Jean Guillou），88岁，法国作曲家，风琴演奏家和钢琴演奏家。[29]
- 帕特里克·布里卡尔（英语：Patrick Bricard），68岁，法国演员。[30]
- 朱塞佩·赞贝莱蒂（英语：Giuseppe Zamberletti），85岁，意大利政治家。[31]
- 毛德华，83岁，中国政治人物，新疆维吾尔自治区政协第七届、第八届委员会副主席。[32]
- 施朝淑，81岁，中国学者，中国科学技术大学物理系教授。[33]
- 毛守義，90歲，中華民國海軍陸戰隊（台灣）退役中校，有著「海龍王」稱號。[34]
- 黄奕聪 ，96岁，印度尼西亚华裔企业家，金光集团創辦人。[35]
- 楊德智，77歲，中華民國（台灣）陸軍二級上將，曾任聯勤總司令，退除役官兵輔導委員會主任委員。[36]
- 陳計男，82歲，中華民國前司法院大法官，病逝於臺北市立聯合醫院和平院區。

### 25日
- 野田之一（日語：野田 之一），87歲，日本漁夫，1960年代四日市公害訴訟的9名原告中最後逝世者[37]。
- 邓宗觉，103岁，中国生物学家，南昌大学生物学教授。[38]
- 高式熊，98岁，中国书法家、金石篆刻家。[39]
- 张铮，81岁，中国学者，北京大学物理学院、原地球物理系教授。[40]
- 胥少汀，98岁，中国骨科界泰斗，中国脊柱脊髓损伤领域奠基人和开拓者，原北京军区总医院骨科主任、主任医师。[41]

### 24日
- 費爾南多·塞瓦斯蒂安·阿吉拉爾（西班牙語：Fernando Sebastián Aguilar），89歲，西班牙籍天主教樞機主教。[42]
- 潘烏吉，94歲，台灣新社部落噶瑪蘭族女巫[43]。
- 若孜·马木提，74岁，中国政治人物，新疆维吾尔自治区政协原副秘书长、第九届委员。[44]
- 王继芳，81岁，中国医生，解放军总医院原专家组主任医师、教授，解放军总医院骨科研究所副所长。[45]
- 林治明，91岁，中国政治人物，原珠海市建设委员会主任。[46]

### 23日
- 冯伟衷，28岁，新加坡演员。 在新西蘭參加軍訓時受重傷身亡。[47]
- 劉何志，64歲，香港臨時演員。[48]
- 埃里克·奧林·賴特（英語：Erik Olin Wright），71岁，美国分析性马克思主义社会学家。[49]
- 让-皮埃尔·温唐贝热（法語：Jean-Pierre Wintenberger），64岁，法国数学家。[50]

### 22日
- 詹姆士·弗勞利（英语：James Frawley），82歲，美國導演，死於心臟病。[51]
- 何少川，82岁，中国政治人物，中共福建省委原副书记、福建省政协原副主席。[52]
- 张祥（原名张焕模），100歲，中国人民解放军原总后勤部副部长。[53]
- 林清玄，65岁，台湾作家。[54][55]

### 21日
- 2019年派珀PA-46马里布飞机坠毁：
  - 艾米利亚诺·萨拉（西班牙語：Emiliano Sala），28岁，阿根廷足球运动员（推测死亡日期）。[56]
- 奧爾良的亨利（法語：Henri d’Orléans），85歲，法國奧爾良派王位覬覦者，被奉為「亨利七世」（Henry VII）。[57]
- 吳季芸，36歲，綽號「G哥」，台灣女性登山客，以在台灣百岳山頂穿著比基尼泳衣合影聞名，於南投縣信義鄉駒盆山馬博橫斷墜谷失溫（遺體發現日）。[58][59]
- 章熊，88歲，中國語文教育家、全國中學語文教學研究會創建者之一。[60]
- 李福剛，年齡不詳，中華人民共和國死刑犯。2017年犯下故意殺人罪和猥褻兒童罪等數罪。被判執行槍決。[61]
- 陈拱生，89岁，中国政治人物，广西壮族自治区妇女联合会原副主任、党组成员。[62]
- 拉塞尔·韦恩·贝克（英語：Russell Wayne Baker），93岁，美国作家，普利策奖得主。[63]

### 20日
- 野中正造（日語：野中 正造），113歲179天，日本超級人瑞。[64]
- 安德鲁·瓦伊纳（英語：Andrew Vajna），74歲，美國籍匈牙利裔電影製片人。[65]
- 李希赞（韓語：이희찬），80岁，朝鲜电影文学作家。（讣告公开日期）[66]
- 布蘭登·特魯瓦克斯（英語：Brandon Truaxe），40歲，伊朗裔加拿大人，多倫多著名美容品牌Deciem創辦人。因躁狂抑鬱症墜樓身亡。[67]
- 麻扶摇，92岁，《中国人民志愿军战歌》词作者、原第二炮兵部队某基地政治部主任[68]。

### 19日
- 施至成，94歲，菲律賓華裔企業家[69]。
- 梁敬魁，87岁，中国科学院院士、物理化学家。[70]
- 孙殿甲，100岁，中国政治人物，原南京高级陆军学校副政治委员。[71]
- 马国治，103岁，中国政治人物，原浙江省石油化学工业厅党组书记、厅长。[72]
- 托尼·門德斯（英語：Tony Mendez），78歲，美國人，中央情報局前技術行動官員，曾在伊朗人質危機中成功營救出六名美國駐伊朗使館人員。[73]
- 内森·格莱泽（英語：Nathan Glazer），95岁，美国社会学家。[74][75]

### 18日
- 陳昱安，37歲，台灣死刑犯，在臺北看守所內自縊身亡。[76]
- 崔学东，48岁，中国学者，南开大学经济学院副教授。[77]

### 17日
- 玛丽·奥利弗（英語：Mary Oliver），83岁，美国诗人，普利策奖得主。[78]
- 蔡东家，55歲，中华人民共和国死刑犯、毒贩、政治人物，注射死刑。[79]
- 陈洁行，85岁，中国城建专家、文史专家，杭州市人民政府城市规划专家咨询委员会委员。[80]
- 李揚，80歲，美國華人僑領。美國華人華僑聯誼會創辦人兼理事長。
- 柯克·伍德曼（英語：Kirk Woodman），年齡不詳，加拿大地質學者及企業家，Progress Minerals公司副總裁。在布吉納法索被槍殺。

### 16日
- 約翰·柏格（英語：John Bogle），89歲，美國企業家。基金公司領航投資創辦人。[81]
- 洛爾納·杜姆（英语：Lorna Doom），年齡不詳，美國演員，Germs樂團（英语：Germs (band)）的貝斯手。[82]
- 于敏，92岁，中国核物理学家，有“中国氢弹之父”的称号。[83]
- 小林寬澄（日語：小林 寛澄），99歲，最后在世的日籍八路军士兵，肺炎。[84]

### 15日
- 布魯斯·圖菲爾德（英語：Robce Tufeld），66歲，美國好萊塢經紀人，死於肝癌。[85]
- 卡蘿·錢寧（英语：Carol Channing），97歲，美國演員、歌手、舞蹈家和喜劇演員，自然死亡。[86]
- 马里奥·蒙赫（西班牙語：Mario Monje），89岁，玻利维亚政治家，玻共第一书记。[87]
- 白桦，89歲，中國剧作家、诗人。[88]
- 柏华，59岁，中国淮剧演员，淮安市淮剧团国家一级演员。[89]
- 黃金泉，91歲，美國華人僑領，泛美中華會館聯誼會秘書長。[90]

### 14日
- 保羅·阿達莫夫維奇（波蘭語：Paweł Adamowicz），53歲，波蘭政治人物、格但斯克市長，遇刺身亡。[91]
- 钟赛国，76岁，中国教育人物，广西广播电视大学原校长、党委副书记。[92]
- 赵成田，99岁，中国政治人物，浙江省湖州市原人大常委会副主任。[93]

### 13日
- 菲爾·馬辛加（英语：Phil Masinga），49歲，南非足球運動員。[94]
- 梅爾·斯托特利梅（英语：Mel Stottlemyre），77歲，美國職業棒球運動員，曾效力紐約洋基等球隊，死於血癌。[95]

### 12日
- 桑格·D·謝弗（英语：Sanger D. Shafer），84歲，美國鄉村歌曲作家和音樂家。[96]
- 市原悅子（日語：市原 悦子），82歲，日本女星，《家政婦的見證》主演，死於心臟衰竭。[97][98]
- 梅原猛（日語：梅原 猛），93歲，日本哲學家，死於肺炎。[99]
- 陈如泉，81岁，中国中医专家，湖北中医学院附属医院副院长兼中医系主任。[100]
- 李光，98岁，中国政治人物，原遵义市政协副主席，老红军。[101]
- 于丁，103岁，中国军事人物，原军委装甲兵副政委。[102]
- 第二代斯利姆子爵（英語：2nd Viscount Slim），91歲，英國貴族、上議院議員（1971年起）。[103]
- 余叔韶，96歲，香港大律師，香港首名華人檢察官。[104]
- 喬·麥迪遜·傑克遜（英语：Joe M. Jackson），95歲，美國空軍退役上校，曾獲榮譽勳章。[105]

### 11日
- 周锦荪，95岁，中国政治人物，原云南经济管理干部学院院长。[106]
- 迈克尔·阿蒂亚爵士（英語：Sir Michael Atiyah），89岁，英国数学家。[107]
- 雨果·阿拉爾孔（英语：Hugo Alarcón），26歲，智利足球運動員（平塔納體育（英语：Deportes Pintana）、利納雷斯體育（英语：Deportes Linares）、梅里比亞體育）。[108]
- 米歇爾·德如漢尼特（英语：Michel Dejouhannet），83歲，法國公路單車運動員。[109]
- 季米特里斯·西乌法斯（英语：Dimitris Sioufas），75岁，希腊政治家。[110]

### 10日
- 阿爾弗雷多·德爾·梅佐·岡薩雷斯（英语：Alfredo del Mazo González），75歲，墨西哥政治人物，前墨西哥州州長（英语：Governor of the State of Mexico）與能源礦業及國家工業部長（英语：Secretariat of Energy (Mexico)）。[111]
- 勒内·穆耶（英语：René Mouille），94岁，法国工程师。[112]
- 朗·史密斯（英语：Ron Smith (comics)），94歲，英國漫畫家。[113]
- 康拉德·斯旺爵士（英语：Conrad Swan），94歲，加拿大裔英國紋章官員。[114]
- 邓铁涛，102岁，中國醫學家，广州中医药大学第一附属医院教授，首届国医大师。[115][116]
- 陳長明，64歲，台灣原住民長跑運動員、政治人物，前花蓮縣議員、曾參加1984年洛杉磯奧運，病逝。[117]
- 刘沛沛，66岁，中国油画艺术家，四川外国语大学南方翻译学院艺术学院教授、院长。[118]
- 王继明，103岁，中国学者，清华大学环境学院教授。[119]

### 9日
- 杨延文，80岁，中国山水画家，中央文史馆馆员。[120]
- 李静一，92岁，中国学者，上海交通大学化学化工学院教授。[121]
- 伊恩·亞當森（英语：Ian Adamson），74歲，北愛爾蘭政治人物，前貝爾法斯特市長（英语：List of mayors of Belfast）、北愛爾蘭議會議員。[122]
- 孔奇塔·朱利安（英语：Conxita Julià），98歲，加泰羅尼亞詩人。[123]
- 阿纳托利·伊万诺维奇·卢基扬诺夫（俄語：Анато́лий Ива́нович Лукья́нов），88歲，蘇聯最高蘇維埃最後一任主席。[124]
- 侯王淑昭，76歲，台灣企業家，東和鋼鐵執行長，創辦人侯貞雄夫人。[125]
- 陳維讓，79歲，台灣企業家，台榮產業股份有限公司董事長。病逝。[126]
- 青山丘（日語：青山 丘），77歲，日本政治人物，前眾議院議員。[127]

### 8日
- 黃金島，92歲，台灣人，1947年二二八事件時曾參加二七部隊指揮烏牛欄戰役，擔任警備隊長對抗政府。[128]
- 高长青，59岁，中国心血管外科学家。[129]
- 丁原胜，76岁，中国官员，中共日照市委原常委、纪委书记，政协日照市委员会原党组副书记、副主席。[130]
- 金岚，93岁，中国动物生态学家，东北师范大学环境科学研究所原所长、环境科学系原系主任，教授。[131]
- 何塞·貝爾維諾·納西門托（英语：José Belvino do Nascimento），86歲，巴西羅馬天主教主教，前天主教伊通比亞拉教區及迪維諾波利斯教區主教。[132]
- 萊西·布朗（英语：Harold Brown），114歲，美國超級女人瑞。[133]
- 霍斯勞·哈蘭迪，68歲，伊朗國際象棋大師。[134]
- 张国洪，年龄不详，中华人民共和国死刑犯，重庆交警杨雪峰遇刺案凶手。注射死刑。[135]
- 崔之道，104歲，中華民國（台灣）海軍二級上將，曾任海軍副總司令，國防部常務次長。[136]
- 埃德溫·埃里克森，80岁，美国政治家。[137]

### 7日
- 李兆亭，96岁，中国外科医师，原山东医学院教授、山东医科大学附属医院主任医师。[138]
- 孔安民，100岁，中国政治人物，湖南省第五届、第六届人大常委会副主任、党组成员。[139]
- 却金扎布，82岁，中国政治人物，呼和浩特市政府原副市长。[140]
- 陳亨（朝鲜语：진형 (가수)），33歲，韓國演歌歌手。[141]
- 摩西·阿伦斯（希伯來語：משה ארנס），93岁，以色列航空工程师，政治人物。[142]
- 阿爾弗雷多·阿爾帕伊阿，88歲，意大利政治人物，前众议院議員。[143]
- 湯姆·魯卡維納，88歲，美國政治人物，前明尼蘇達州眾議院議員，死於白血病。[144]
- 贝尔纳·特舒卢扬（法語：Bernard Tchoullouyan），65岁，法国柔道运动员，1980年莫斯科奥运会铜牌得主，死於心脏病。[145]
- 約翰•曼德森，82歲，美國德州醫生，曾任多所癌症中心主任，曾榮獲2018年唐獎生技醫藥獎，死於多形性膠質母細胞瘤。[146]
- 克萊蒂·金，75歲，著名非裔美國背景伴唱女歌手。[147]
- 尼爾·佩爾特，68歲，加拿大搖滾樂團鼓手，RUSH（匆促樂團）鼓手，死於腦癌。[148]

### 6日
- 本·科尔曼，57岁，美国篮球运动员。[149]
- 畢曉普奧克蘭的福斯特勳爵，81歲，英國政治人物，前英国下议院畢曉普奧克蘭代表議員及英國上議院議員，死於癌症。[150]
- 罗伯特·L·卡恩，100岁，美国社会心理学家。[151]
- 格雷格·鲁德洛夫，63岁，美国重录音混音师，自杀。[152]
- 拉明·珊拿，76岁，冈比亚裔美国基督教学者。[153]
- 古斯塔夫·安德烈亚斯·塔曼，86岁，德国天文学家。[154]
- 貝亞·維嫩，83歲，蘇里南作家。[155]
- 华桐，82岁，中国政治人物，江西省人大常委会原副主任。[156]
- 闵庆和，96岁，中国官员，原重庆市农机局副局长。[157]
- 洪濤，97歲，台灣資深演員，專演反派角色。死於多重器官老化與心臟衰竭。[158]

### 5日
- 孫干卿，99歲，中国人民解放軍開國少將，曾任广州军区参谋长、昆明军区参谋长等职务。[159]
- 张玉书，85岁，中国翻译家、北京大学教授。[160]
- 徐才，93岁，中国政治人物，原国家体委副主任、党组成员、党组纪检组组长。[161]
- 李厚源，87岁，中国学者，山东大学数学学院教授。[162]
- 范立荣，84岁，中国学者，中国高等教育学会秘书学专业委员会名誉会长，教授。[163]
- 程熙，79岁，中国国画家，中央文史研究馆馆员，全国政协第九、十、十一届委员，程潜之女。[164]
- 埃米爾·布魯瑪魯，80歲，羅馬尼亞作家和詩人。[165]
- 蒙哥奥·戴恩，24岁，瓦努阿图电影演员，死於败血症。[166]
- 斯科特·多齐尔，48岁，美国死刑犯。自杀。[167]
- 伯尼斯·桑德勒，90歲，美國婦女權利活動家。[168]
- 河龙洙（朝鲜语：하용수），69歲，韓國演員、時裝設計師。[169]
- 艾瑞克·哈多克，75歲，為英國搖滾樂團赫里斯合唱團的前貝斯手。[170]

### 4日
- 露易莎·莫瑞茲，72歲，古巴裔美國女演員和律師，曾出面指控比爾·寇司比性侵犯的七名女性之一，心臟衰竭。[171]
- 张连文，73岁，中国演员[172]。
- 陳興餘，60歲，台灣黑道人物，前四海幫堂主。死於心臟病。[173]
- 覃鹏安，43岁，中華人民共和国死刑犯，广西凭祥杀害幼童案主犯。被判注射死刑[174]。
- 杨再舜，58岁，中国商用车研究学者，乘联会副秘书长。[175]
- 刘是龙，82岁，中国政治人物，中共中央组织部原部务委员。[176]
- 迟永山，86岁，中国政治人物，原广西壮族自治区政协梧州地区工作委员会副主任。[177]
- 才仁加甫，88岁，中国政治人物，新疆维吾尔自治区党委统战部原部长。[178]
- 哈羅德·布朗，91歲，美國政治人物，前美國國防部長（卡特總統時期），死於胰臟癌。[179]
- 約翰·伯寧罕（英語：John Burningham），82岁，英国作家与儿童文学插画家。[180]
- 莫法特·伯里斯（英语：Moffatt Burriss），99歲，美國政治人物，前南卡羅來納州眾議院（英语：South Carolina House of Representatives）議員。[181]
- 米格爾·加利亞斯特吉（英语：Miguel Gallastegui），100歲，西班牙回力球運動員。[182]

### 3日
- 楊鳴章，73歲，天主教香港教區主教。死於肝衰竭。[183]
- 高承勇，55岁，中华人民共和国死刑犯，白银市连环杀人案主犯。被判注射死刑。[184]
- 贾熟村，88岁，中国历史学者，中国社会科学院近代史研究所研究员。[185]
- 哈姆扎·阿卜杜拉（英语：Hamza Abdullahi），73歲，尼日利亞政治人物，前卡諾州軍政府首腦（英语：List of Governors of Kano State）與聯邦首都特區部長（英语：List of Ministers of the Federal Capital Territory (Nigeria)）。[186]
- 鲍勃·伯罗（英語：Bob Burrow），84岁，美国篮球运动员。[187]
- 赫布·凱勒埃（英语：Herb Kelleher），87歲，美國商人，西南航空創辦人之一。[188]
- 何塞·比达·索里亚（西班牙語：José Vida Soria），81歲，西班牙法學家、作家和政治人物，前眾議院議員和格拉纳达大学校長，死於癌症。[189]
- 佐野司（日語：佐野 つかさ），26歲，日本藝能偶像。原2.5次元地下女團的「愛夢GLTOKYO」成員。死於子宮頸癌及紅斑性狼瘡[190]。

### 2日
- 米凯莱·卡卡瓦莱（義大利語：Michele Caccavale），71岁，意大利政治家。[191]
- 馬爾科姆·E·比爾德（英语：Malcolm E. Beard），99歲，美國政治人物，前佛罗里达州参议院及众议院議員。[192]
- 喬·科瑟利-海福德（英语：Joe Casely-Hayford），62歲，英國時裝設計師，時裝品牌 Casely Hayford 創辦人之一。死於癌症。[193]
- 狄倫·德拉貢（英语：Daryl Dragon），76歲，美國音樂家，死於腎功能衰竭。[194]
- 鮑伯·愛因斯坦（英語：Bob Einstein），76歲，美國演員，死於白血病。[195]
- 鮑伯·漢納（英语：Bob Hanner），73歲，美國政治人物，前佐治亚州众议院議員。[196]
- 格恩·奧克蘭（英语：Gene Okerlund），76歲，美國職業摔角手。[197]
- 顾方舟，92岁，中国医学科学家、病毒学家。[198]
- 张永忠，80岁，中国学者，中国矿业大学原机电工程学院教授、院长。[199]
- 金鐵宇（朝鲜语：김철우 (1937년)），82歲，韓國軍事人物，前海軍參謀總長。[200]

### 1日
- 尤里·阿特苏塔诺夫（俄語：Ю́рий Арцута́нов），89岁，俄罗斯工程师。[201]
- 路德維希·W·亞當克（英语：Ludwig W. Adamec），94歲，奧地利裔美國歷史學家。[202]
- 賈邁勒·艾哈邁德·穆罕默德·巴達維（英语：Jamal Ahmad Mohammad Al Badawi），58歲，也門人，2000年美國海軍驅逐艦科爾號炸彈襲擊事件（英语：USS Cole bombing）主犯。在美軍一次對也門的"精準打擊"軍事行動中被擊斃。[203]
- 雷蒙·拉馬扎尼·巴亞（英语：Raymond Ramazani Baya），75歲，剛果民主共和國政治人物，前外交部部長（英语：Minister of Foreign Affairs (Democratic Republic of the Congo)）及駐法國大使。[204]
- 亚历杭德罗·阿帕里西奥·桑蒂亚戈（西班牙語：Alejandro Aparicio Santiago），年齡不詳，墨西哥政治人物，瓦哈卡州特拉希亞科市長，遭槍擊身亡。[205]
- 佩姬·楊（英语：Pegi Young），66歲，美國歌手，死於癌症。[206]
- 涂铭旌，90岁，中国材料学家，中国工程院院士。[207]
- 蔡鼎三，58歲，台灣政治人物，民進黨籍嘉義縣縣議員。肺炎。[208]
- 柯华，103歲，中國外交家，北京潮人海外聯誼會首任會長，曾任中华人民共和国外交部禮賓司首任司長、国务院港澳办公室党组成员、顾问。[209]
- 刘丁，72岁，中國人，刘少奇之子。死於肺心病。[210]
- 乔晓光，46岁，中国金融人物，上海诚梵投资公司总经理。[211]
- 孙树吉，94岁，中国官员，原合肥市一商局局长、党委书记。[212]
- Eiji（日語：エイジ），22歲，日本知名Youtuber團體Avntis（アバンティーズ）成員，於塞班島溺水身亡。[213]
- 叶立润，84歲，中國工程師、企業家。[214]